# Louis-Joseph de Montcalm
Louis-Joseph de Montcalm, francoski general, * 28. februar 1712, Nîmes, † 14. september 1759, Québec.
1. 1 2  data.bnf.fr: platforma za odprte podatke — 2011.
2. 1 2  SNAC — 2010.